# NGC 1380
NGC 1380 è una galassia lenticolare situata nella costellazione della Fornace. Si trova a una distanza di circa 60 milioni di anni luce dalla Terra, il che, date le sue dimensioni apparenti, significa che NGC 1380 è larga circa  85 000 anni luce.  Fu scoperta da James Dunlop il 2 settembre 1826. È un membro dell'Ammasso della Fornace.

## Osservazione
NGC 1380 si trova nella parte centrale dell'Ammasso della Fornace, 35 arcominuti a nord-ovest della grande galassia ellittica NGC 1399. Nello stesso campo visivo si trovano le galassie NGC 1380A, NGC 1379, NGC 1381, NGC 1382 e NGC 1387. NGC 1380 si trova 2 gradi a nord-nord-est di χ2 Fornacis e grazie alla sua elevata luminosità superficiale può essere individuata con un telescopio da 13 cm anche da cieli delle periferie suburbane. In NGC 1380 è stata rilevata SN 1992A, una supernova di tipo Ia con magnitudine di picco di +12,8.

## Caratteristiche

### Buco nero supermassiccio e nucleo
Nel centro di NGC 1380 si trova un buco nero supermassiccio la cui massa è stimata in 2,2+1,8
−0,9×108 M⊙ in base alla dispersione di velocità degli ammassi globulari della galassia. Il nucleo di NGC 1380 è un probabile LINER, in base alle sue linee di emissione strette. Nessuna regione a linea larga è stata rilevata in NGC 1380. Lo spettro del nucleo appare arrossato, forse a causa della presenza di gas e polvere attorno al nucleo stesso, o forse a causa di fusioni. Sembra che ci sia un secondo elemento nel nucleo della galassia, forse una regione HII.
NGC 1380 presenta un disco di gas che corota con il disco stellare, suggerendo un'origine interna. C'è una regione HII 1,8 secondi d'arco a sud del nucleo e una regione H-alfa diffusa, un'altra regione HII, 1,8 secondi d'arco a nord del nucleo. L'emissione di raggi X dalla galassia osservata da ROSAT può essere spiegata come emissione termica da un mezzo interstellare caldo e non è stato rilevato alcun componente solido.

### Ammassi globulari
Si stima che ci siano 555±33 ammassi globulari in NGC 1380. Esistono due distretti popolati di ammassi globulari, uno rosso e uno blu. Gli ammassi globulari blu hanno colore e magnitudine simili agli ammassi globulari nell'aureola della Via Lattea, ma hanno un profilo di densità superficiale più piatto. Gli ammassi globulari rossi costituiscono la maggior parte degli ammassi globulari della galassia. Hanno una distribuzione simile al disco stellare di NGC 1380 e hanno una metallicità leggermente superiore rispetto agli ammassi globulari nella Via Lattea e sono associati al rigonfiamento della galassia.
In base alla loro dimensione, ci sono tre popolazioni di ammassi stellari, i tipici ammassi globulari, con un raggio effettivo inferiore a 3 kpc, gli ammassi stellari diffusi, con un raggio effettivo di circa 5 kpc e gli ammassi fuzzy deboli, con un raggio effettivo superiore a 8 kpc. I tipici ammassi globulari sono più vicini al nucleo rispetto agli ammassi stellari diffusi.

## Galleria d'immagini

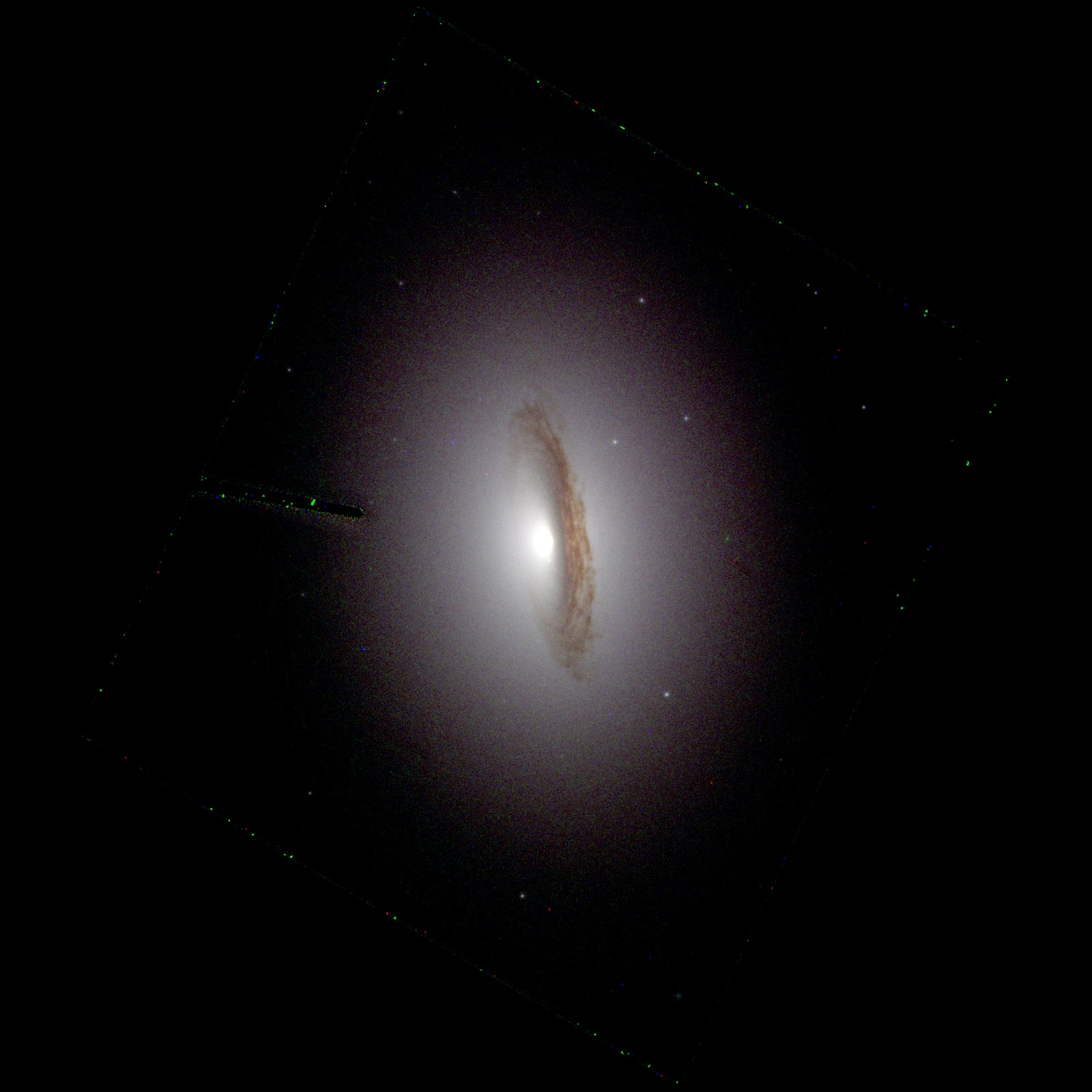
La regione centrale di NGC 1380, ripresa da HST, mostra un disco di polvere.
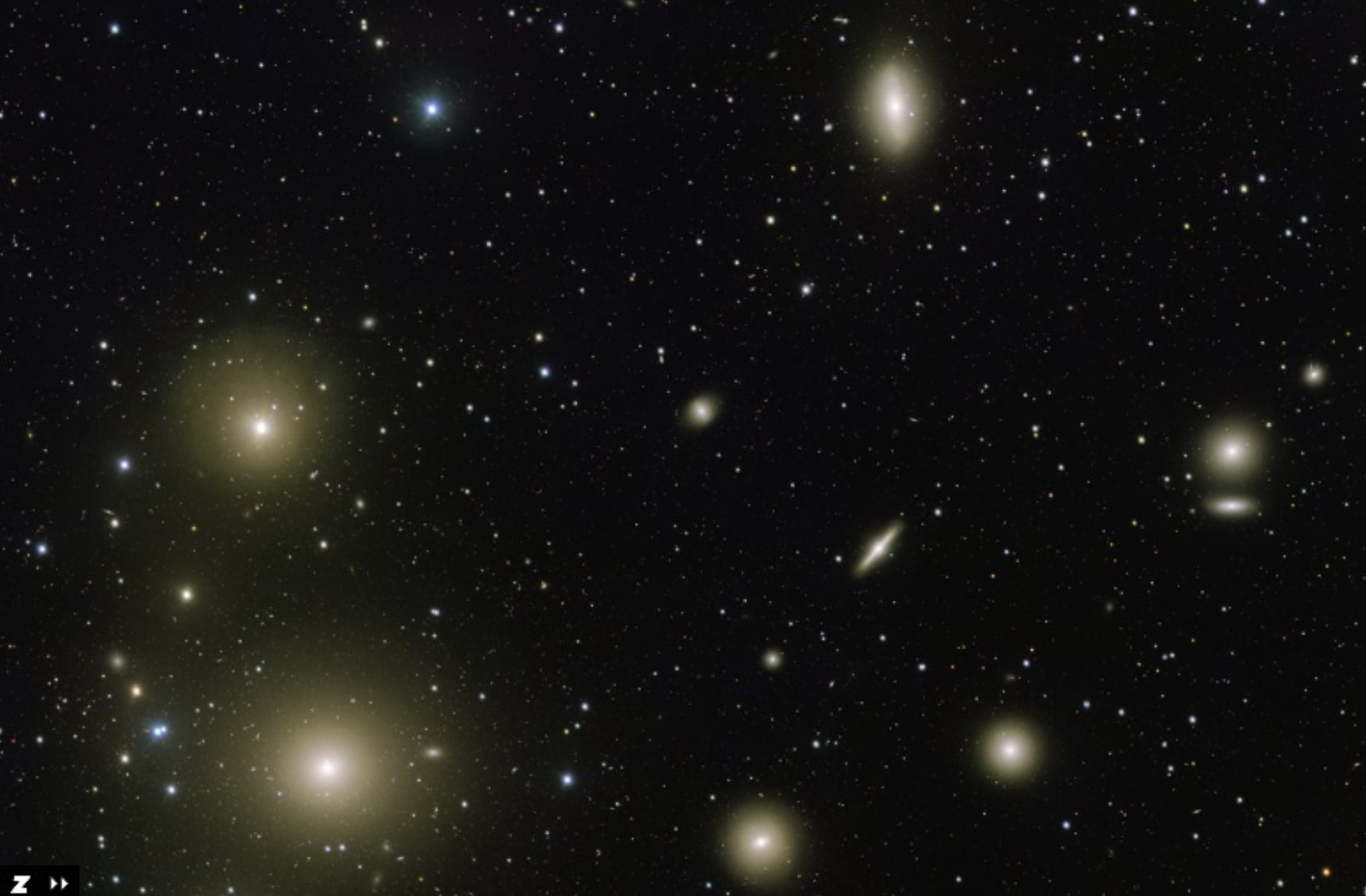
La parte centrale dell'Ammasso della Fornace ripresa da ESO. NGC 1380 può essere individuata in alto a destra dell'immagine.